# Montauks

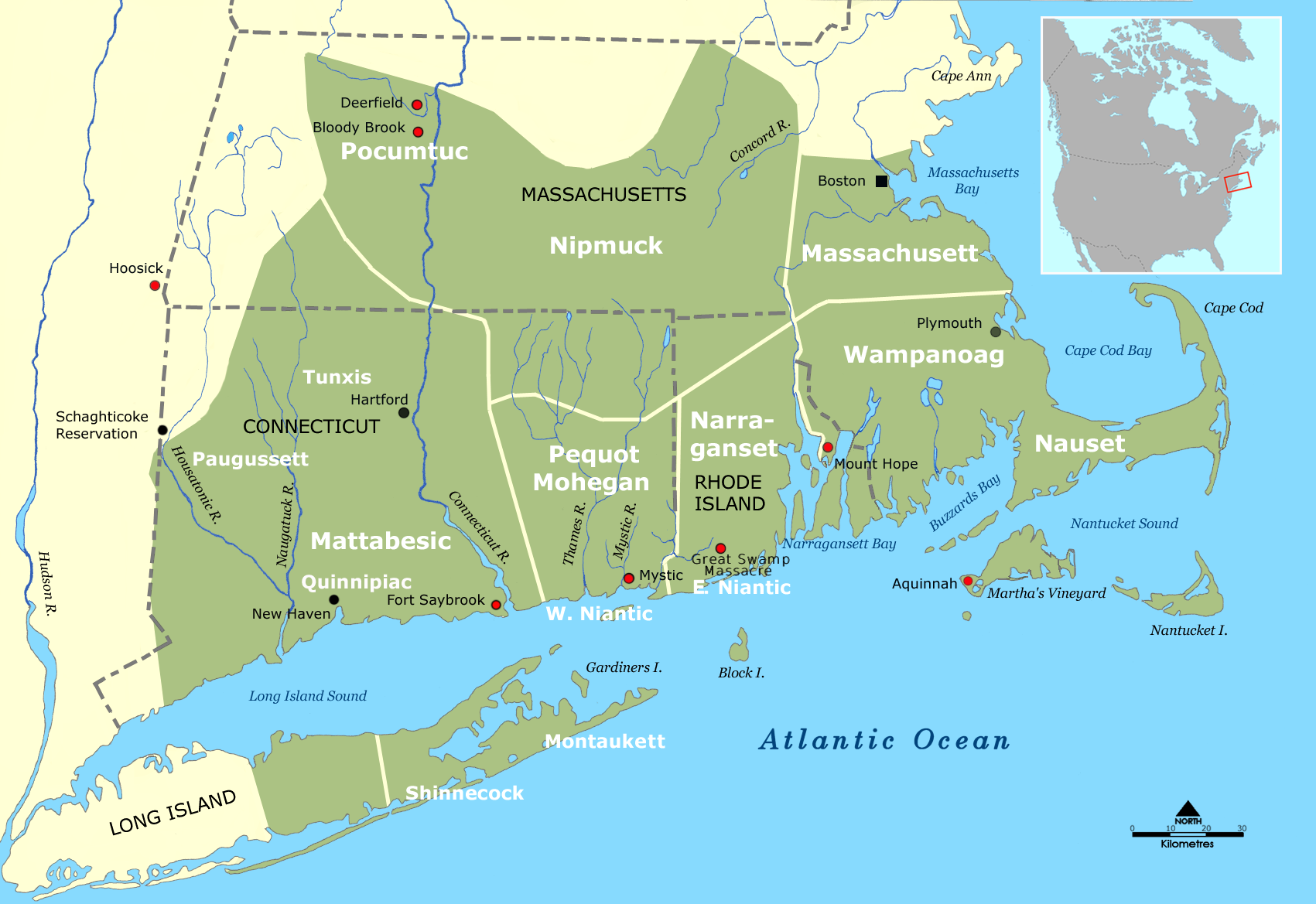
Répartition des tribus amérindiennes du sud de la Nouvelle-Angleterre vers 1600.

Les Montauks ou Montauketts sont une tribu algonquienne vivant à l'extrémité est de l'île de Long Island dans l'actuel État de New York.